# キヅタアメリカムシクイ
キヅタアメリカムシクイ（学名：Dendroica coronata）は、スズメ目アメリカムシクイ科に分類される鳥類の一種。